# Christian Strang
Christian Strang (* 1977 in Euskirchen) ist ein deutscher Szenenbildner, Architekt und leitender Hochschuldozent im Fachbereich Szenenbild der Filmakademie Baden-Württemberg.

## Leben und Ausbildung
Aufgewachsen in Bad Münstereifel, studierte Christian Strang ab 1998 Architektur mit Schwerpunkt „Messe-, Event- und Ausstellungsbau“ an der FH Köln (heute Technische Hochschule Köln). Studien-Seminare und Workshops führten ihn unter anderem an die SCI Arc (Southern California Institute of Architecture) Vico Morcote und in das Architekturbüro von Mario Botta nach Lugano.
Bereits während seines Studiums arbeitete er für namhafte Architekturbüros und wirkte dabei unter anderem an Großprojekten wie der Cyclebowl (Expo 2000, Hannover), dem Messestand Kodak Farbwelt (Photokina 2000, Köln) und der Swisscom.Box (Expo 2002, Arteplage Biel) für das Atelier Brückner in Stuttgart mit. Die experimentelle Rauminstallation Lattenhöhle erregte 2001 auf der Internationalen Möbelmesse in Köln große Aufmerksamkeit und wurde u. a. mit dem Sonderpreis für experimentelles Bauen beim ADAM Award 2001 und dem 3. Platz der arch.stars 2004 ausgezeichnet. Es folgte eine Rauminstallation für das Museum für Angewandte Kunst (MAK) in Köln, die in Zusammenarbeit mit Lord Norman Foster (London) realisiert wurde.
Für seine Hochbau-Diplomarbeit (Kunst und Kulturzentrum Jökülsárlón, Island) erhielt Christian Strang mehrere Auszeichnungen, u. a. den Förderpreis der FH Köln 2003, den Förderpreis des Bundesverbandes der deutschen Zementindustrie 2003 und eine Anerkennung beim Baumeister Johann-Schumacher-Preis 2003.
Nach Abschluss seines Architekturstudiums begann Christian Strang ein Aufbaustudium an der Filmakademie Baden-Württemberg im Fachbereich Szenenbild, das er 2006 als Diplom-Szenenbildner abschloss. 2004 war er Jurymitglied für den Preis für das „Beste Szenenbild“ beim Internationalen Festival der Filmhochschulen München und bei den Internationalen Hofer Filmtagen. 2006 war er erneut Jurymitglied für den Preis für das „Beste Szenenbild“ bei den Internationalen Hofer Filmtagen. Während des zweieinhalbjährigen Studiums realisierte er diverse Kurzfilme, Werbespots und Musikvideos.

## Berufliches Wirken
Seit 2006 arbeitet Christian Strang als selbständiger Architekt und Szenenbildner. Seit 2007 ist er als Dozent für den Fachbereich Szenenbild an der Filmakademie Baden-Württemberg tätig, seit 2011 auch als Mitglied im Prüfungsausschuss. Seit 2020 ist Christian Strang leitender Co-Dozent und seit 2025 leitender Dozent im Fachbereich Szenenbild der Filmakademie Baden-Württemberg. Christian Strang ist Mitglied der Deutschen Filmakademie, Sektion Szenenbild.

## Filmisches Wirken
Als Szenenbildner wirkte Christian Strang an bislang mehr als 25 Kino- und TV-Spielfilmen mit, die mit zahlreichen nationalen und internationalen Auszeichnungen geehrt wurden. Er arbeitete dabei mit national und international renommierten Regisseuren und Bildgestaltern zusammen. Christian Strangs filmischer Schwerpunkt liegt im Bereich des Arthaus-Kinos. Mit dem Historienfilm Henri 4, dem historischen Jugendfilm Freistatt, der Bestsellerverfilmung Räuberhände und dem Kinder-Abenteuerfilm Nachtwald befand er sich in den Jahren 2010, 2016, 2021 und 2023 in der Vorauswahl für den Deutschen Filmpreis, Kategorie „Bestes Szenenbild“.

## Filmografie (Auswahl)
- 2005: Drei Schwestern Made in Germany (Regie: Oliver Storz)
- 2007: Der Blaue Affe (Regie: Carsten Unger)
- 2007: Reine Geschmacksache (Regie: Ingo Rasper)
- 2008: Liesl Karlstadt & Karl Valentin (Fernsehfilm, Regie: Jo Baier)
- 2009: Die Frau, die im Wald verschwand (Fernsehfilm, Regie: Oliver Storz)
- 2010: Henri 4 (Regie: Jo Baier)
- 2010: U.F.O. (Regie: Burkhard Feige)
- 2011: Bastard (Regie: Carsten Unger)
- 2011: Unter Nachbarn (Regie: Stephan Rick)
- 2012: Die Heimkehr (Fernsehfilm, Regie: Jo Baier)
- 2013: Robin Hood (Fernsehfilm, Regie: Martin Schreier)
- 2013: Freier Fall (Regie: Stephan Lacant) – Vorbereitung
- 2015: Freistatt (Regie: Marc Brummund)
- 2014: Das Hotelzimmer (Regie: Rudi Gaul)
- 2015: Elser – Er hätte die Welt verändert (Regie: Oliver Hirschbiegel) – Historische Grundlagenrecherche Szenenbild
- 2015: Die dunkle Seite des Mondes (Regie: Stephan Rick) – als Concept Artist
- 2016: Dolores (Regie: Michael Rösel)
- 2017: Die Vierhändige (Regie: Oliver Kienle)
- 2017: Laible & Frisch – Do goht dr Doig (Fernsehfilm, Regie: Michael Rösel)
- 2018: Winterjagd (Regie: Astrid Schult)
- 2020: Tagundnachtgleiche (Regie: Lena Knauss)
- 2020: Irgendwann ist auch mal gut (Regie: Christian Werner)
- 2021: Räuberhände (Regie: İlker Çatak)
- 2021: Nachtwald (Regie: André Hörmann)
- 2021: Kommt ein Vogel geflogen (Regie: Christian Werner)
- 2022: Jonja (Anika Mätzke)
- 2023: Kolibri (Joscha Douma)
- 2024: Nukki (Leonardo Cariglino)
- 2025: Freaks (Jannis Lenz)
- 2025: Frieda – Kalter Krieg (Felix Hassenfratz)